# C3H3BrN2
化学式C3H3BrN2，摩尔质量为146.97 g/mol，有：
- 溴咪唑
  - 2-溴咪唑，CAS号：16681-56-4 
  - 5-溴咪唑（4-溴咪唑），CAS号：2302-25-2
- 溴吡唑
  - 3-溴吡唑，CAS号：14521-80-3 
  - 4-溴吡唑，CAS号：2075-45-8

|  | 这个同类索引页列出了具有相同分子式的化学物（即同分異構體）条目。 除非您是有意链接至本页，否则应将相应条目的内部链接指向正确的条目。 |